# Uhrsleben
Uhrsleben este o comună din landul Saxonia-Anhalt, Germania.